# Karaağaç, Arsuz
Karaağaç là một thị trấn thuộc huyện Arsuz, tỉnh Hatay, Thổ Nhĩ Kỳ. Dân số thời điểm năm 2011 là 20.152 người.